# گمینا بوگدانگتس
گمینا بوگدانگتس (به لهستانی:  Gmina Bogdaniec) یک گمینا در لهستان است که در شهرستان گوژوف واقع شده‌است. گمینا بوگدانگتس ۱۱۲٫۱۲ کیلومتر مربع مساحت و ۶٬۶۶۷ نفر جمعیت دارد.